# 心のモジュール性
心のモジュール性（こころのモジュールせい、英：Modularity of mind）とは、心が特定の機能を果たすために個別の生得的な構造を基盤に持ち、それぞれが進化的に発達したという概念を指す。この概念の支持者はノーム・チョムスキーの普遍文法、生成文法が最初にこの概念を示唆したと考えている。チョムスキーの言語に関する解明は、言語が脳の中の「言語獲得装置」に由来することを示唆している。この装置は自律的で言語の急速な学習に専門化された「モジュール」であると仮定された。

## フォーダーのモジュール
歴史的に、心の機能構造に関する疑問は、機能の性質に関する二つの異なる理論に分けられた。一つは水平的な視点と表現することができる。精神的なプロセスは例えば記憶、想像力、判断と認識のような機能同士の相互作用であるかのように言及する。それは領域特異的ではない。二つ目は垂直的な視点と表現できる。精神的な機能は領域特異性に基づいて区別でき、遺伝決定的であり、明確に神経学的構造と連動している。そしてそれは計算機的で自律的である。
垂直的な視点は骨相学とその創設者フランツ・ヨーゼフ・ガルの19世紀の運動に遡る。ガルは個々の精神的な機能が脳の物理的な領域に一対一で正確に関連づけられると主張した。それゆえ、人の知性のレベルは例えば下側頭葉の大きさから文字通り読み取ることができる。このモジュール性の単純すぎる視点はもちろん、前世紀に否定された。
しかしながら、ジェリー・フォーダーはチョムスキーと他の言語学的な証拠、そして錯視、心の理論などの知見から精神的な機能と身体的な部位を関連づけることなく、心のモジュール性というアイディアを甦らせた。フォーダーは1983年に『Modularity of Mind』（邦訳『精神のモジュール形式』1985年）を出版し、このアイディアの明確な支持者の一人となった。フォーダーによればモジュール説は行動主義と、認知主義の下位レベルプロセスに対する見解の間のどこかに収まる。
行動主義者は「心」をフォーダーがカプセル化（認知領域が他の認知領域の影響を受けないか、鈍感化）されており非推論的（non-inferential:他の情報を加えられることが無く直線的な経路で伝えられる）であると描写した「反射」と置き換えようと試みた。下位レベルプロセスはそれが推論的であるという点で反射とは異なる。これは「刺激の貧困」で説明することができる。例えば、直接的な刺激（例えば網膜に投影された二次元のイメージ）はまず脳によって受け取られるが、それだけでは結果として生じる出力（三次元的な世界の認識）を説明できない。
対照的に、認知主義者は低レベルのプロセスをより高次のプロセスと連続的であると考える。それは認知的に侵入されやすく、（例えば信念や思考のような）他の認知領域の影響を受ける。しかしそれは下位レベルのプロセスについて正しくない。例えばミュラー・リヤー錯視を考える場合、人は錯視の存在を認識しているにもかかわらず、錯視は維持される。これは他の領域（例えば信念や思考）が特定の認識プロセスに影響できないことを示す。
フォーダーはそのようなプロセスが高次レベルのプロセスと同じように推論的で、反射のような感覚と同じようにカプセル化されているという結論に達する。
彼は下位レベルの認識プロセスのモジュール性を提唱したが、同時に高位レベルの認識プロセス（例えば創造性などを司る）はそれ独自の特性があり、モジュール的ではないと主張した。スティーブン・ピンカーの『心はどのように働くか？』（邦題:心の仕組み）はフォーダーの主張を拡張した。しかしフォーダーはピンカーの視点が楽観的すぎると批判した。フォーダーの『心はそのようには働かない（The Mind Doesn't Work That Way）』はピンカーの著作に対する返答であり、ピンカーはさらに『それならどのように働くのか？（So How Does the Mind Work?）』と反論した。

### 特徴
フォーダーはモジュールシステムが以下の特性を（少なくとも興味深い範囲で）満たすはずだと述べた。
1. 領域特異性。モジュールは特定のインプットにだけ反応する。それらは特殊化されている。
2. 情報のカプセル化。モジュールが働くために他の精神的なシステムを参照する必要はない。
3. 強制的な発火。モジュールプロセスは強制的な形で作動する。
4. 即座の作動。恐らくカプセル化によって、限られたデータベースを参照するだけでよい。
5. 浅い出力。モジュールの出力は非常に単純である。
6. 限定されたアクセス可能性（いつ何時でも作動するわけではない）。
7. 特徴のある個体発生と、規則的な発達。
8. 洗練された神経構造。

ゼノン・ピリシンはこれらの特性がモジュールによって起きる傾向があると同時に、モジュールの実在の兆候として目立つと主張した。モジュール内のプロセスは認知的影響と意識的なアクセスから独立してカプセル化されている。これはモジュールの「認知的影響の不可能性」と呼ばれる。
モジュールがどの程度細分化されているか、個々のモジュール同士の相互作用のレベル、一般知能と専門化されたモジュールの関係などは意見が分かれる。進化心理学者レダ・コスミデスとジョン・トゥービーはより強いモジュール論者であり、様々な多数のモジュール（例えば顔認識、血縁認識、恐怖、協力行動、裏切りや不正の検出、道具使用）を想定している。人類学者ダン・スペルベルは基本的ないくつかのモジュールの上にメタ表象モジュール（MMR）があると仮定しているが、これはフォーダーの視点に近い。

## 進化心理学
モジュール性について他の視点は進化心理学、特にコスミデスとトゥービーの研究からもたらされる。この視点はモジュールが自然選択の選択圧によって進化した精神活動の単位であると主張する。この視点では、現代的な行動の多くは人類の進化の初期に起きた、ホモ・サピエンス・サピエンスを形作った自然選択に由来している。

## 議論
心のモジュール構造理論とは対照的に、いくつかの理論は領域一般的な脳構造説を仮定する。その視点では精神的な働きは脳全体に分布しており、独立した部分に分解することはできないと主張する。この議論の一部は精神プロセスの分類がまだ十分に発展していないことに由来する。

## 関連文献

### 英語
- Fodor, Jerry A. (1983). Modularity of Mind: An Essay on Faculty Psychology. Cambridge, Mass.: MIT Press. ISBN 0-262-56025-9 Full text
- Barrett, H. C., and Kurzban, R. (2006). Modularity in cognition: Framing the debate. Psychological Review, 113, 628-647. Full text
- Pylyshyn, Z. W. (1984). Computation and cognition: Toward a foundation for cognitive science. Cambridge, MA: MIT Press (ISBN 0-262-16098-6 Also available through CogNet).
- Animal Minds : Beyond Cognition to Consciousness Donald R. Griffin, University of Chicago Press, 2001 (ISBN 0226308650)